# Abakabaka
Abakabaka is een geslacht van vlinders van de familie van de spinneruilen (Erebidae), van de onderfamilie van de donsvlinders (Lymantriinae). De wetenschappelijke naam voor dit geslacht is voor het eerst voorgesteld door Paul Griveaud in een publicatie uit 1976.
De soorten van dit geslacht komen in Madagaskar voor.

## Soorten
- Abakabaka fuliginosa (Saalmüller, 1884)
- Abakabaka phasiana (Butler, 1882)